# Carlos Arellano
Carlos David Arellano Baeza (Rancagua, 14 de enero de 1957) es un contador y político chileno, militante del Partido Demócrata Cristiano de Chile. Fue alcalde de Rancagua entre los años 2004 y 2008. 

## Biografía
Estudió en el Instituto O'Higgins de Rancagua, donde ocupó el cargo de Secretario del Centro de Alumnos. Luego trabajó en CODELCO División El Teniente.
Ingresó a la Juventud Demócrata Cristiana de Chile, donde llegó a ser presidente regional para la campaña del «No» en el Plebiscito de 1988. Fue elegido concejal de Rancagua en las elecciones municipales de 1992 con un 11,33%, y fue reelegido en las elecciones municipales de 1996 con el 14,47%, convirtiéndose en la segunda mayoría comunal luego de Darío Valenzuela, que fue elegido alcalde. 
En 2000 asumió como director regional de Chiledeportes. En 2002 fue nombrado gobernador de la Provincia de Cachapoal.
Ganó las elecciones municipales de 2004 al, en ese entonces, alcalde de la ciudad, Pedro Hernández, asumiendo el lunes 6 de diciembre del 2004. El Concejo Municipal estuvo compuesto por Arturo Jara Carrasco (Independiente), Nicolás Díaz (PDC), Eduardo Soto Romero (UDI), Edison Ortiz González (PS), Pamela Medina Schulz (UDI), Manuel Villagra Astorga (PPD), Alexis Valenzuela Van Treek (PPD) y Danilo Jorquera Vidal (PC)
Durante su gestión se peatonalizó el Paseo del Estado, se jugó la Copa Davis 2006 en la Medialuna de Rancagua, se comenzó el proceso para la construcción del Teatro Regional de Rancagua, y se perdió, por decisión política del Consejo Regional integrado por mayoría de militantes de la Alianza por Chile, la licitación para casinos, que se adjudicó Monticello Grand Casino, proyecto originalmente llamado "Paihuén Casino & Resort", ubicado en la comuna de Mostazal.[cita requerida] También fue presidente de la Comisión Nacional de Infancia y Adolescencia, de la Asociación Chilena de Municipalidades.
Se presentó a la reelección en las elecciones municipales de 2008, cargo que disputó con Eduardo Soto Romero, concejal de la Unión Demócrata Independiente, Darío Valenzuela, exalcalde y candidato de la lista Por un Chile limpio, y Hernán Lagos, representante del Partido Comunista. Finalmente, Arellano perdió por un estrecho margen con un 40,32% de las preferencias, frente al 44,02% obtenido por Soto, entregando el sillón alcaldicio a Soto el 6 de diciembre de 2008.
En 2012 se presentó como precandidato a alcalde por Rancagua en la elección primaria del 1 de abril, en la que fue elegido candidato de la Concertación por un 45,81%. En la elección municipal fue derrotado por Eduardo Soto, quien obtuvo casi el 70% de los votos.

## Vida personal
Está casado con Loreto Calderón y tiene 5 hijos: Sebastián, Javiera, Constanza, Joaquín y Francisco.

## Historial electoral

### Elecciones municipales de 2004
- Elecciones municipales de 2004, para la alcaldía de Rancagua[3]

| Candidato               | Pacto                          | Partido | Votos  | %     | Resultado |
| ----------------------- | ------------------------------ | ------- | ------ | ----- | --------- |
| Carlos Arellano Baeza   | Concertación por la Democracia | PDC     | 37.251 | 43,83 | Alcalde   |
| Pedro Hernández Garrido | Alianza                        | UDI     | 31.136 | 36,63 |           |
| Claudio Sule Fernández  | Independiente (Fuera de pacto) | IND     | 12.952 | 15,24 |           |
| Valentina Acosta Galaz  | Juntos Podemos                 | PH      | 3.658  | 4,30  |           |

### Elecciones municipales de 2008
- Elecciones municipales de 2008, para la alcaldía de Rancagua[4]

| Candidato                  | Pacto                    | Partido | Votos  | %     | Resultado |
| -------------------------- | ------------------------ | ------- | ------ | ----- | --------- |
| Eduardo Soto Romero        | Alianza                  | UDI     | 36.385 | 44,10 | Alcalde   |
| Carlos Arellano Baeza      | Concertación Democrática | PDC     | 33.254 | 40,30 |           |
| Darío Valenzuela Van Treek | Por un Chile Limpio      | ILA     | 8.056  | 9,76  |           |
| Hernán Lagos Oyarzún       | Juntos Podemos Más       | PC      | 4.818  | 5,84  |           |

### Elecciones municipales de 2012
- Elecciones municipales de 2012, para la alcaldía de Rancagua[5]

| Candidato                | Pacto                           | Partido | Votos  | %     | Resultado |
| ------------------------ | ------------------------------- | ------- | ------ | ----- | --------- |
| Eduardo Soto Romero      | Coalición                       | UDI     | 48.174 | 69,96 | Alcalde   |
| Carlos Arellano Baeza    | Concertación Democrática        | PDC     | 16.492 | 23,95 |           |
| David Llancao Silva      | Independientes (Fuera de pacto) | IND     | 2.592  | 3,76  |           |
| Ricardo Lisboa Henríquez | Más Humanos                     | PH      | 1.596  | 2,31  |           |